# Gnidia poggei
Gnidia poggei är en tibastväxtart som beskrevs av Ernest Friedrich Gilg. Gnidia poggei ingår i släktet Gnidia och familjen tibastväxter. Inga underarter finns listade i Catalogue of Life.